# Малком де Шазал
Малком де Шазал (фр. Malcolm de Chazal; Вакоа-Феникс, 12. септембар 1902 — Кјурпајп, 1. октобар 1981) је био инжењер, филозоф и писац са Маурицијуса. 
Рођен је као тринаесто и последње дете Едгара и Еме де Шазал. Школовао се на Краљевском колеџу у Кјурпајпу и дипломирао на Универзитету Батон Руж (Baton Rouge) у Луизијани на технологији производње шећера и хемији 1931. године. Приправништво је обавио у индустрији шећера на Куби, а преко Европе се вратио на Маурицијус 1932. На ужас своје породице, он је оставио индустрију шећера иза себе и почео да гради књижевну и сликарску каријеру.
Иако га неки сматрају генијем, његов рад није широко прихваћен од стране критике која се подсмева његовом раду, као једноставном и наивном.
Пише на француском. Његов најпознатији рад је Sens Plastique.